# 別列斯托瓦河 (卡米揚卡河支流)
別列斯托瓦河（烏克蘭語：Берестова），是烏克蘭的河流，位於該國東部，屬於卡米揚卡河的支流，發源自小米哈伊利夫卡西部，流經第聶伯羅彼得羅夫斯克州，河道全長28公里，流域面積113平方公里。